# Delegati dalla Georgia al Congresso degli Stati Uniti d'America

Distretti della Georgia dal 2025

Sin dall'ingresso della Georgia negli Stati Uniti d'America, nel 1788, è rappresentata al Congresso degli Stati Uniti da una delegazione al Senato e alla Camera dei rappresentanti. Ogni stato elegge due senatori con mandati di sei anni, a prescindere dalla popolazione dello stato; quelli della Georgia appartengono alle classi 2 e 3. Elegge inoltre un numero di rappresentanti alla Camera in maniera proporzionale alla popolazione, ogni due anni; nel corso della sua storia, la rappresentanza alla Camera è variata da 2 a 14 seggi. Attualmente elegge 14 deputati alla Camera, il massimo storico; tale valore è costante dal 2013, per effetto del censimento del 2010, confermato in seguito al censimento del 2020.

## Camera dei rappresentanti

### Delegati attuali
La delegazione alla Camera dei rappresentanti ha un totale di 14 membri, attualmente 9 repubblicani e 5 democratici.
| Distretto | Rappresentante         | Partito      | CPVI (2025) | Inizio mandato            | Mappa del distretto |
| --------- | ---------------------- | ------------ | ----------- | ------------------------- | ------------------- |
| 1°        | Buddy Carter           | Repubblicano | R+8         | 3 gennaio 2015            |                     |
| 2°        | Sanford Bishop         | Democratico  | D+4         | 3 gennaio 1993            |                     |
| 3°        | Brian Jack             | Repubblicano | R+15        | 3 gennaio 2025            |                     |
| 4°        | Hank Johnson           | Democratico  | D+27        | 3 gennaio 2007            |                     |
| 5°        | Nikema Williams        | Democratico  | D+36        | 3 gennaio 2021            |                     |
| 6°        | Lucy McBath            | Democratico  | D+25        | 3 gennaio 2019            |                     |
| 7°        | Rich McCormick         | Repubblicano | R+11        | 3 gennaio 2023            |                     |
| 8°        | Austin Scott           | Repubblicano | R+15        | 3 gennaio 2011            |                     |
| 9°        | Andrew Clyde           | Repubblicano | R+17        | 3 gennaio 2021            |                     |
| 10°       | Mike Collins           | Repubblicano | R+11        | 3 gennaio 2023            |                     |
| 11°       | Barry Loudermilk       | Repubblicano | R+12        | 3 gennaio 2015            |                     |
| 12°       | Rick Allen             | Repubblicano | R+7         | 3 gennaio 2015            |                     |
| 13°       | David Scott            | Democratico  | D+21        | 3 gennaio 2003            |                     |
| 14°       | Marjorie Taylor Greene | Repubblicano | R+19        | 3 gennaio 2021 -in carica |                     |

## Senato degli Stati Uniti d'America
| Senatore                  | Congresso               | Senatore                   |
| Classe 2                  | Congresso               | Classe 3                   |
| ------------------------- | ----------------------- | -------------------------- |
| William Few (Anti-Amm)    | 1                       | James Gunn (Anti-Amm)      |
| William Few (Anti-Amm)    | 2                       | James Gunn (Anti-Amm)      |
| James Jackson (Anti-Amm)  | 3                       | James Gunn (Anti-Amm)      |
| James Jackson (D-R)       | 4                       | James Gunn (F)             |
| George Walton (F)         | 4                       | James Gunn (F)             |
| Josiah Tattnall (D-R)     | 4                       | James Gunn (F)             |
| 5                         |                         | James Gunn (F)             |
| Abraham Baldwin (D-R)     | 6                       | James Gunn (F)             |
| Abraham Baldwin (D-R)     | 7                       | James Jackson (D-R)        |
| Abraham Baldwin (D-R)     | 8                       | James Jackson (D-R)        |
| Abraham Baldwin (D-R)     | 9                       | James Jackson (D-R)        |
| Abraham Baldwin (D-R)     | John Milledge (D-R)     |                            |
| George Jones (D-R)        | 10                      |                            |
| William H. Crawford (D-R) | 10                      |                            |
| 11                        |                         |                            |
| Charles Tait (D-R)        |                         |                            |
| 12                        |                         |                            |
| 13                        |                         |                            |
| William B. Bulloch (D-R)  |                         |                            |
| William W. Bibb (D-R)     |                         |                            |
| 14                        |                         |                            |
| George M. Troup (D-R)     |                         |                            |
| 15                        |                         |                            |
| John Forsyth (D-R)        |                         |                            |
| Vacante                   |                         |                            |
| 16                        | John Elliott (D-R)      |                            |
| 16                        | John Elliott (D-R)      | Freeman Walker (D-R)       |
| 17                        | John Elliott (D-R)      |                            |
| Nicholas Ware (D-R)       | John Elliott (D-R)      |                            |
| 18                        | John Elliott (D-R)      |                            |
| Thomas W. Cobb (D-R)      | John Elliott (D-R)      |                            |
| Thomas W. Cobb (J)        | 19                      | John M. Berrien (J)        |
| Thomas W. Cobb (J)        | 20                      | John M. Berrien (J)        |
| Oliver H. Prince (J)      |                         | John M. Berrien (J)        |
| George M. Troup (J)       | 21                      | John M. Berrien (J)        |
| George M. Troup (J)       | 21                      | John Forsyth (J)           |
| George M. Troup (J)       | 22                      |                            |
| George M. Troup (J)       | 23                      |                            |
| John P. King (J)          | Alfred Cuthbert (J)     |                            |
| John P. King (J)          | Alfred Cuthbert (J)     | 24                         |
| John P. King (D)          | 25                      | Alfred Cuthbert (D)        |
| Wilson Lumpkin (D)        | 25                      | Alfred Cuthbert (D)        |
| 26                        |                         | Alfred Cuthbert (D)        |
| John M. Berrien (W)       | 27                      | Alfred Cuthbert (D)        |
| John M. Berrien (W)       | 28                      | Walter T. Colquitt (D)     |
| John M. Berrien (W)       | 29                      | Walter T. Colquitt (D)     |
| John M. Berrien (W)       | 30                      | Walter T. Colquitt (D)     |
| John M. Berrien (W)       | Herschel V. Johnson (D) |                            |
| John M. Berrien (W)       | 31                      | William C. Dawson (W)      |
| John M. Berrien (W)       | 32                      | William C. Dawson (W)      |
| Robert M. Charlton (D)    |                         | William C. Dawson (W)      |
| Robert Toombs (D)         | 33                      | William C. Dawson (W)      |
| Robert Toombs (D)         | 34                      | Alfred Iverson Sr. (D)     |
| Robert Toombs (D)         | 35                      | Alfred Iverson Sr. (D)     |
| Robert Toombs (D)         | 36                      | Alfred Iverson Sr. (D)     |
| Vacante                   | Vacante                 |                            |
| Vacante                   | Vacante                 | 37                         |
| Vacante                   | Vacante                 | 38                         |
| Vacante                   | Vacante                 | 39                         |
| Vacante                   | Vacante                 | 40                         |
| Vacante                   | Vacante                 | 41                         |
| Homer V. M. Miller (D)    | Joshua Hill (R)         |                            |
| Thomas M. Norwood (D)     | Joshua Hill (R)         | 42                         |
| Thomas M. Norwood (D)     | 43                      | John Brown Gordon (D)      |
| Thomas M. Norwood (D)     | 44                      | John Brown Gordon (D)      |
| Benjamin H. Hill (D)      | 45                      | John Brown Gordon (D)      |
| Benjamin H. Hill (D)      | 46                      | John Brown Gordon (D)      |
| Benjamin H. Hill (D)      | Joseph E. Brown (D)     |                            |
| Benjamin H. Hill (D)      | 47                      |                            |
| Middleton P. Barrow (D)   |                         |                            |
| Alfred H. Colquitt (D)    | 48                      |                            |
| Alfred H. Colquitt (D)    | 49                      |                            |
| Alfred H. Colquitt (D)    | 50                      |                            |
| Alfred H. Colquitt (D)    | 51                      |                            |
| Alfred H. Colquitt (D)    | 52                      | John Brown Gordon (D)      |
| Alfred H. Colquitt (D)    | 53                      | John Brown Gordon (D)      |
| Patrick Walsh (D)         |                         | John Brown Gordon (D)      |
| Augustus O. Bacon (D)     | 54                      | John Brown Gordon (D)      |
| Augustus O. Bacon (D)     | 55                      | Alexander S. Clay (D)      |
| Augustus O. Bacon (D)     | 56                      | Alexander S. Clay (D)      |
| Augustus O. Bacon (D)     | 57                      | Alexander S. Clay (D)      |
| Augustus O. Bacon (D)     | 58                      | Alexander S. Clay (D)      |
| Augustus O. Bacon (D)     | 59                      | Alexander S. Clay (D)      |
| Augustus O. Bacon (D)     | 60                      | Alexander S. Clay (D)      |
| Augustus O. Bacon (D)     | 61                      | Alexander S. Clay (D)      |
| Augustus O. Bacon (D)     | Joseph M. Terrell (D)   |                            |
| Augustus O. Bacon (D)     | 62                      |                            |
| Augustus O. Bacon (D)     | M. Hoke Smith (D)       |                            |
| Augustus O. Bacon (D)     | 63                      |                            |
| William S. West (D)       |                         |                            |
| Thomas W. Hardwick (D)    |                         |                            |
| 64                        |                         |                            |
| 65                        |                         |                            |
| William J. Harris (D)     | 66                      |                            |
| William J. Harris (D)     | 67                      | Thomas Edward Watson (D)   |
| William J. Harris (D)     | 67                      | Rebecca Latimer Felton (D) |
| William J. Harris (D)     | 67                      | Walter F. George (D)       |
| William J. Harris (D)     | 68                      |                            |
| William J. Harris (D)     | 69                      |                            |
| William J. Harris (D)     | 70                      |                            |
| William J. Harris (D)     | 71                      |                            |
| William J. Harris (D)     | 72                      |                            |
| John S. Cohen (D)         |                         |                            |
| Richard Russell Jr. (D)   |                         |                            |
| 73                        |                         |                            |
| 74                        |                         |                            |
| 75                        |                         |                            |
| 76                        |                         |                            |
| 77                        |                         |                            |
| 78                        |                         |                            |
| 79                        |                         |                            |
| 80                        |                         |                            |
| 81                        |                         |                            |
| 82                        |                         |                            |
| 83                        |                         |                            |
| 84                        |                         |                            |
| 85                        | Herman Talmadge (D)     |                            |
| 86                        | Herman Talmadge (D)     |                            |
| 87                        | Herman Talmadge (D)     |                            |
| 88                        | Herman Talmadge (D)     |                            |
| 89                        | Herman Talmadge (D)     |                            |
| 90                        | Herman Talmadge (D)     |                            |
| 91                        | Herman Talmadge (D)     |                            |
| 92                        | Herman Talmadge (D)     |                            |
| David H. Gambrel (D)      | Herman Talmadge (D)     |                            |
| Sam Nunn (D)              | Herman Talmadge (D)     |                            |
| 93                        | Herman Talmadge (D)     |                            |
| 94                        | Herman Talmadge (D)     |                            |
| 95                        | Herman Talmadge (D)     |                            |
| 96                        | Herman Talmadge (D)     |                            |
| 97                        | Mack Mattingly (R)      |                            |
| 98                        | Mack Mattingly (R)      |                            |
| 99                        | Mack Mattingly (R)      |                            |
| 100                       | Wyche Fowler (D)        |                            |
| 101                       | Wyche Fowler (D)        |                            |
| 102                       | Wyche Fowler (D)        |                            |
| 103                       | Paul Coverdell (R)      |                            |
| 104                       | Paul Coverdell (R)      |                            |
| Max Cleland (D)           | Paul Coverdell (R)      | 105                        |
| Max Cleland (D)           | Paul Coverdell (R)      | 106                        |
| Max Cleland (D)           | Zell Miller (D)         |                            |
| Max Cleland (D)           | 107                     |                            |
| Saxby Chambliss (R)       | 108                     |                            |
| Saxby Chambliss (R)       | 109                     | Johnny Isakson (R)         |
| Saxby Chambliss (R)       | 110                     | Johnny Isakson (R)         |
| Saxby Chambliss (R)       | 111                     | Johnny Isakson (R)         |
| Saxby Chambliss (R)       | 112                     | Johnny Isakson (R)         |
| Saxby Chambliss (R)       | 113                     | Johnny Isakson (R)         |
| David Perdue (R)          | 114                     | Johnny Isakson (R)         |
| David Perdue (R)          | 115                     | Johnny Isakson (R)         |
| David Perdue (R)          | 116                     | Johnny Isakson (R)         |
| David Perdue (R)          | Kelly Loeffler (R)      |                            |
| Jon Ossoff (D)            | 117                     |                            |
| Jon Ossoff (D)            | 117                     | Raphael Warnock (D)        |
| Jon Ossoff (D)            | 118                     |                            |
| Jon Ossoff (D)            | 119                     |                            |